# Resurrection Through Carnage
Resurrection Through Carnage is de eerste langspeelplaat van de Zweedse deathmetalgroep Bloodbath uitgebracht in 2002.

## Tracklist
Alle muziek en teksten zijn geschreven door Bloodbath. 
| 1.                 | Ways To The Grave  | 4:09 |
| 2.                 | So You Die         | 3:19 |
| 3.                 | Mass Strangulation | 3:32 |
| 4.                 | Death Delirium     | 5:06 |
| 5.                 | Buried By The Dead | 3:14 |
| 6.                 | The Soulcollector  | 3:37 |
| 7.                 | Bathe In Blood     | 4:11 |
| 8.                 | Trail Of Insects   | 4:36 |
| 9.                 | Like Fire          | 4:34 |
| 10.                | Cry My Name        | 4:40 |
| Totale duur: 40:58 |                    |      |

## Bezetting
- Mikael Åkerfeldt – Zang
- Anders Nyström – Gitaar
- Jonas Renkse – Basgitaar
- Dan Swanö – Drum